# Zamarada griseola
Zamarada griseola là một loài bướm đêm trong họ Geometridae.